# Vashosszúfalu, Vas
Vashosszúfalu  este un sat în districtul Sárvár, județul Vas, Ungaria, având o populație de 362 de locuitori (2011). 

## Demografie
Componența etnică a satului Vashosszúfalu
     Maghiari (95,4%)
     Romi (2,76%)
     Germani (1,84%)
Componența confesională a satului Vashosszúfalu
     Romano-catolici (74,31%)
     Luterani (1,66%)
     Fără religie (1,38%)
     Necunoscută (21,82%)
     Reformați (0,83%)
     Alte religii (2,21%)
Conform recensământului din 2011, satul Vashosszúfalu avea 362 de locuitori. Din punct de vedere etnic, majoritatea locuitorilor (95,4%) erau maghiari, existând și minorități de romi (2,76%) și germani (1,84%).  Din punct de vedere confesional, majoritatea locuitorilor (74,31%) erau romano-catolici, existând și minorități de luterani (1,66%) și persoane fără religie (1,38%). Pentru 21,82% din locuitori nu este cunoscută apartenența confesională.